# Tyrosin
Tyrosine (kí hiệu là Tyr hoặc Y) hoặc 4-hydroxyphenylalanine là một trong 20 amino acid tiêu chuẩn được sử dụng bởi các tế bào để tổng hợp protein. Đây là một amino acid không thiết yếu với một chuỗi bên phân cực. Từ "tyrosine" xuất phát từ tyros trong tiếng Hy Lạp, có nghĩa là pho-mát, vì nó lần đầu tiên được phát hiện vào năm 1846 bởi nhà hóa học người Đức Justus von Liebig trong protein casein từ pho mát.  Người ta sẽ gọi tyrosyl khi muốn đề cập tới nhóm chức hoặc chuỗi bên. Dù tyrosine thường được phân loại là một amino acid kị nước, nó vẫn ưa nước hơn so với phenylalanine. Tyrosine được mã hóa bởi các codon UAC và UAU.

## Chức năng
Ngoài việc là một amino acid tham gia vào tổng hợp protein, tyrosine có một vai trò đặc biệt nhờ vào chức năng phenol. Nó cũng có mặt trong các protein mà là một phần của quá trình truyền tín hiệu của tế bào. Tyrosine hoạt động như một chất nhận các nhóm phosphate được chuyển bằng các protein kinase. Phosphoryl hóa nhóm hydroxyl có thể thay đổi hoạt động của protein đích, hoặc có thể góp một phần của dòng thác tín hiệu thông qua liên kết miền protein SH2.
Chuỗi bên tyrosine cũng đóng một vai trò quan trọng trong quá trình quang hợp. Trong lục lạp (tại quang hệ II), nó hoạt động như một chất cho điện tử cho quá trình khử chất diệp lục bị oxy hóa. Trong quá trình này, nó mất nguyên tử hydro của nhóm OH phenol của nó. Gốc tự do này sau đó được khử trong quang hệ II bởi bốn cụm mangan lõi.